# Жой
Жой (𐍕, коми жой, также жои и ж) — шестая буква древнепермского алфавита, использовавшегося для записи языка коми и в качестве тайнописи старорусского языка.

## Использование
Буква 𐍕 обозначала звук [ʒ], что соответствует кириллической букве Ж ж в алфавите Молодцова и современном алфавите. Кроме того, обозначала палатализованный звук [zʲ], в этом случае могла помечаться надстрочным знаком (𐍕̀). В этом значении буква соответствует Ԅ ԅ в алфавите Молодцова и З з (перед е, ё, и, ь, ю, я) в современном алфавите. В русских тайнописных текстах также соответствует кириллической ж, при этом зачастую над ней ставятся две точки (𐍕̈).
Также использовалась для обозначения числа 6 (иногда в сочетании с титлом, аналогично кириллической системе счисления).

## Название
В списках встречаются варианты названия жои и жой, а также просто ж. В. И. Лыткин полагает, что именно жой и было первоначальным названием буквы. Слово жой в языке коми не имеет значения.
В некоторых списках буква вовсе отсутствует.

## Начертание
Происхождение буквы, предположительно, связано с русской буквой ж, или же с пасами.

## Кодировка
Буква была закодирована в блоке Юникода «Древнепермское письмо» (англ. Old Permic) в версии 7.0, вышедшей 16 июня 2014 года, под кодом U+10355.